# Kanivejogihalli, Holalkere
Kanivejogihalli là một làng thuộc tehsil Holalkere, huyện Chitradurga, bang Karnataka, Ấn Độ.